# ترومن هندی نیوبری
ترومن هندی نیوبری (به انگلیسی: Truman Handy Newberry) سناتور سابق عضو حزب جمهوری‌خواه ایالات متحده آمریکا بود. وی در سال ۱۹۱۹ تا ۱۹۲۲ میلادی سناتور ایالت میشیگان در سنای ایالات متحده آمریکا بود.